# Micryletta steinegeri
Espèce
Synonymes
- Microhyla steinegeri Boulenger, 1909
- Rana gracilipes Gressitt, 1938

Statut de conservation UICN

 VU  : Vulnérable
Micryletta steinegeri est une espèce d'amphibiens de la famille des Microhylidae.

## Répartition
Cette espèce est endémique de Taïwan. Son aire de répartition, fragmentée, concerne le Sud et le centre de l'île, jusqu'à 1 000 m d'altitude,.

## Description
Micryletta steinegeri mesure environ 30 mm. Son dos est gris foncé et taché de noir. Son ventre est blanc sale plus ou moins taché de brun.

## Étymologie
Son nom d'espèce, steinegeri, lui a été donné en référence à Leonhard Hess Stejneger, zoologiste américain d'origine norvégienne.

## Publications originales
- Boulenger, 1909 : Descriptions of Four new Frogs and a new Snake discovered by Mr. H. Sauter in Formosa.  Annals and Magazine of Natural History, sér. 8, vol. 4, p. 492-495 (texte intégral).
- Gressitt, 1938 : Some amphibians from Formosa and the Ryu Kyu Islands, with description of a new species. Proceedings of the Biological Society of Washington, vol. 51, p. 159-164 (texte intégral).